# Erimococcus limoniastri
Erimococcus limoniastri är en insektsart som först beskrevs av Hermann Priesner och Hosny 1935.  Erimococcus limoniastri ingår i släktet Erimococcus och familjen ullsköldlöss.
Artens utbredningsområde är Egypten. Inga underarter finns listade i Catalogue of Life.